# وحدت انسان‌ها
وحدت انسانها یا نظریه وحدت اصل و ریشه انسانها نظریه ای است که مدعی است که خاستگاه همه نژادهای انسان از یک اصل و نسب مشترک میباشد. این نظریه (به انگلیسی: Monogenism) نامیده میشود و در مقابل و متضاد نظریه Polygenism میباشد. 

## در ادیان ابراهیمی
اعتقاد به این که همه انسان‌ها از تبار آدم هستند، از اعتقادات اصلی و سنتی یهودیت، مسیحیت و اسلام است.
وحدت انسانها به عنوان یک نظریه مبتنی بر کتاب مقدس هر دو موضوع مورد نیاز خود را داشت اعم از اینکه روایاتی کافی را در اختیار داشت، و قدرت توضیح و تبین کامل موضوع را نیز دارا بود.